# 莫斯托韋 (庫皮揚斯克區)
49°44′37″N 37°8′0″E / 49.74361°N 37.13333°E
莫斯托韋（烏克蘭語：Мостове）是位於烏克蘭東部的村莊，由哈爾科夫州庫皮揚斯克區的舍夫琴科韦市镇負責管轄。該村處於大布爾盧克河畔，距離佩特里夫卡3.5公里，始建於1854年，面積0.97平方公里，海拔高度99米，2001年人口156。